# محمدابراهیم علم
محمد ابراهیم خان شوکت‌الملک علم، (۱۲۵۹ بیرجند - ۱۳۲۲ تهران) مشهور به شوکت‌الملک دوم، زمیندار بزرگ و حاکم منطقه قائنات، جنوب خراسان و سیستان، از چهره‌های مؤثر در تاریخ ایران در اواخر دوران قاجار و اوائل دوران پهلوی بود.

## پیشینه خانوادگی
محمد ابراهیم خان از خاندان خزیمه علم بود که تبارشان به خازم بن خزیمه سردار عرب و فاتح خراسان می‌رسید. این خاندان بیش از هزار سال در خراسان سکونت داشته و از اواخر دوران صفوی تا پیروزی انقلاب ۵۷، حکومت را در جنوب خراسان و سیستان در دست داشت. خاندان خزیمه پس از وصلت با طایفه عرب علم به علم یا خزیمه علم شهرت یافتند.
خاندان علم مشهور به همکاری با سیاست‌های بریتانیا در ایران بود. پس از امضای معاهده سال ۱۸۵۷ پاریس بین ایران و انگلستان که به موجب آن، ایران از کلیه حقوق خود بر هرات و افغانستان چشم پوشید، انگلیسیها در راستای استراتژی منطقه‌ای توجه خود را به نواحی شرقی ایران به‌ویژه خراسان و سیستان معطوف داشتند. در نتیجه در سال ۱۸۷۲ میلادی، دولت بریتانیا پیوند پنهانی با امیرعلم خان حشمت‌الملک برقرار کرد و مقرر شد با پول انگلیس، ارتشی محلی در آن منطقه تأسیس شود تا هم‌مرزهای شرقی ایران را حفاظت کند و هم سدّی در برابر توسعه طلبی روسیه تزاری در جهت دست انداختن به هند باشد.
در پی این سیاست، خاندان علم سلطه بی‌رقیب خود را بر سراسر خطه شرقی ایران برقرار ساخت و به دولت خود مختار محلی تبدیل شد. ناصرالدین شاه این نقش خاندان علم را در سال ۱۲۵۳ خورشیدی به رسمیت شناخت و امیرعلم خان حشمت‌المُلک را به سمت امیر تومانی قشون منصوب کرد.

## حمایت از رضا شاه
محمد ابراهیم خان علم در جوانی به قدرت رسید و به فرمان مظفرالدین شاه حاکم قائنات و جنوب خراسان شد. پس از درگذشت پدر، لقب شوکت الملک را هم به ارث برد. در اواخر دوران قاجار به حمایت از رضاخان سردار سپه برخاست و در جریان قیام کلنل محمد تقی خان پسیان همراه دولت مرکزی با او مقابله کرد. اما رضا شاه پس از به قدرت رسیدن، از بیم محمدابراهیم خان در شرق کشور، او را به تهران فراخواند.
محمد ابراهیم خان در دوران رضاشاه پهلوی، مدتی استاندار فارس شد که استان بوشهر کنونی و بهبهان را نیز در بر می‌گرفت. سپس در هفتم اسفند ۱۳۱۷ وزیر پست و تلگراف شد.
از اقدامات او در پست و تلگراف، تأسیس آموزشگاه‌هایی برای تربیت کادر فنی این وزارت‌خانه در تهران و شهرستان‌ها بود. آموزشگاه تهران در سه سطح بود: یکی برای کارهای عمومی پستی و تلگرافی که شرط ورود به آن دارا بودن تحصیلات سه سال اول دبیرستان و دوره تحصیلی آن دو سال بود، یکی برای کارهای الکتریکی و مکانیکی مربوط به تلگراف، تلفن، بی‌سیم و پخش صدا که شرط ورود به آن دیپلم علمی (پنجم متوسطه) و دوره آن نیز دو سال بود. یکی دیگر هم برای کسب تخصص در امور مخابراتی که شرکت کنندگانش از فارغ‌التحصیلان دانشکده فنی یا هنرسرای عالی صنعتی انتخاب می‌شدند و دوره‌اش یک سال بود. آموزشگاه‌های شهرستان‌ها کسانی را که معلوماتشان در حد پایان دوره ابتدائی بود می‌پذیرفتند و پس از دوره‌ای یکساله در پست و تلگراف مشغول به کار می‌شدند.
در سال ۱۳۱۸ که رضا شاه دستور تأسیس «باشگاه ملی هوانوردی» را برای پایه‌ریزی هوانوردی تجاری و از طریق دریافت هزینه راه‌اندازی از مردم داد، یاسایی به مدیرعاملی باشگاه انتخاب شد. این باشگاه با پولی که مستقیماً از مردم جمع‌آوری شد، ۲۵ فروند هواپیما از آمریکا خرید و فرودگاه مهرآباد را ساخت. اشغال ایران در شهریور ۱۳۲۰ باعث توقف فعالیت باشگاه شد.
با کناره‌گیری رضا شاه از سلطنت، علم نیز از وزارت پست و تلگراف کنار گذاشته شد. تا دو سال بعد که درگذشت سمت دیگری به او محول نشد.

## خدمات در بیرجند
پایه‌گذاری مدرسه شوکتیه، سومین مدرسه جدید پس از دارالفنون و رشدیه، اولین سازمان آبرسانی کشور و لوله‌کشی آب بیرجند پیش از سایر نقاط ایران و فرودگاه بیرجند، سومین فرودگاه کشور، ساخت بیمارستان علم که پس از انقلاب به بیمارستان امام رضا تغییر نام یافت (در سال ۱۳۲۰ به همت شوکت الملک شروع و پس از مرگش توسط پسرش کامل و در سال ۱۳۲۷ افتتاح گردید) از مهم‌ترین اقدامات محمدابراهیم خان در بیرجند بود.

## خانواده
شوکت الملک چهار فرزند داشت که همگی در بیرجند متولد شدند و در مدرسه شوکتیه تحصیل کردند. تنها پسرش اسدالله علم نخست‌وزیر و از دوستان نزدیک محمدرضاشاه پهلوی شد، به طوری که نقش مهمی در تصمیم گیریهای محمدرضا شاه داشت.